# 25 tháng 11
Ngày 25 tháng 11 là ngày thứ 329 trong mỗi năm thường (thứ 330 trong mỗi năm nhuận). Còn 36 ngày nữa trong năm.

## Sự kiện
- 1034 – Malcolm II nước Scotland qua đời. Duncan, con trai của con út thừa kế, thay vì Macbeth, con trai của con lớn.
- 1120 – Tàu Trắng bị đắm vào biển Măng sơ, William Adelin, con trai của Henry I của Anh, bị chết đuối.
- 1177 – Baldwin IV của Jerusalem và Raynald xã Chatillon thắng Saladin ở Trận Montgisard.
- 1491 – Thành phố Granada, đồn lũy cuối cùng của người Maroc ở Tây Ban Nha, bắt đầu bị bao vây.
- 1542 – Ở Trận Solway Moss, quân đội Anh xâm lược Scotland và thắng quân đội Scotland.
- 1745 – Chiến tranh Kế vị Áo: Trận Katholisch-Hennersdorf và Görlitz kết thúc với thắng lợi của quân Phổ trước quân Áo-Sachsen.
- 1758 – Chiến tranh Pháp và Người da đỏ: Quân đội Anh lấy Pháo đài Duquesne từ chính quyền Pháp.
- 1783 – Cách mạng Hoa Kỳ: Quân đội cuối cùng của Vương quốc Anh ra khỏi Thành phố New York ba tháng sau khi Hiệp ước Paris được thỏa thuận.
- 1784 – Thủy chiến ở Măng Thít. Thủy quân Xiêm - Nguyễn giao chiến với thủy quân Tây Sơn. Chu Văn Tiếp tử thương.
- 1795 – Phân chia Ba Lan: Stanislaus August Poniatowski, quốc vương cuối cùng của nước độc lập Ba Lan, bị bắt phải thoái vị và trốn qua Nga.
- 1863 – Nội chiến Hoa Kỳ: Tại Missionary Ridge ở Tennessee, quân đội Liên bang dẫn bởi tướng Ulysses S. Grant gãy Bao vây Chattanooga khi đánh quân đội các Tiểu bang Liên minh Hoa Kỳ dưới tướng Braxton Bragg, trong Trận Missionary Ridge.
- 1872 – Cuộc chiến con lợn: Những người lính Anh cuối cùng rời khỏi quần đảo San Juan, đánh dấu sự kiện quần đảo thuộc Hoa Kỳ
- 1874 – Đảng Giấy bạc Hoa Kỳ được thành lập làm Đảng chính trị phần nhiều là người nông dân bị phá sản do Hoảng sợ năm 1873.
- 1876 – Chiến tranh Người da đỏ: Quân đội Hoa Kỳ trả thù những người da đỏ sau khi họ bị thua kinh khủng ở Trận Little Bighorn. Quân đội Hoa Kỳ phá đánh làng Cheyenne của Thủ lĩnh Dull Knife gần nguồn Sông Powder, những người ở làng đó đang ngủ.
- 1918 – Vojvodina, nguyên là thổ địa hoàng thất Áo-Hung, tuyên bố ly khai khỏi đế quốc và gia nhập vào Vương quốc Serbia.
- 1940 – Chiến tranh thế giới thứ hai: Hai loại máy bay De Havilland Mosquito và Martin B-26 Marauder thực hiện chuyến bay đầu tiên.
- 1970 – Nhà văn - quân nhân Nhật Bản Mishima Yukio tự vẫn theo nghi thức seppuku sau một nỗ lực đảo chính bất thành nhằm phục hồi thực quyền cho Thiên hoàng.
- 1992 – Hội đồng Liên bang Tiệp Khắc bỏ phiếu quyết định chia tách liên bang thành Cộng hòa Séc và Cộng hòa Slovakia từ ngày 1 tháng 1 năm 1993.

## Sinh
- 902 – Liêu Thái Tông Da Luật Đức Quang (m. 947)
- 1075 – Kim Thái Tông Hoàn Nhan Thịnh (m. 1135)
- 1609 – Henrietta Maria, Vương hậu của Anh, Scotland, và Ireland (m. 1669)
- 1717 – Aleksandr Petrovich Sumarokov, nhà thơ, nhà văn, nhà viết kịch người Nga (m. 1777)
- 1825 – Nguyễn Phúc Gia Thụy, công chúa con vua Minh Mạng (m. 1860)
- 1835 – Andrew Carnegie, doanh nhân, nhà từ thiện người Mỹ gốc Scotland (m. 1919)
- 1844 – Carl Benz, kỹ sư và doanh nhân người Đức, thành lập Mercedes-Benz (m. 1929)
- 1854 – Lương Văn Can, nhà cách mạng người Việt Nam (m. 1927)
- 1881 – Giáo hoàng Gioan XXIII (m. 1963)
- 1887 – Nikolai Ivanovich Vavilov, nhà di truyền học người Nga (m. 1943)
- 1914 – Ivan Jaŭciejevič Paliakoŭ, nguyên thủ quốc gia Byelorussia Xô viết (m. 2004).[1]
- 1915 – Augusto Pinochet, tướng lĩnh và chính trị gia người Chile, Tổng thống thứ 30 của Chile (m. 2006)
- 1919 – Huỳnh Phú Sổ, người sáng lập Phật giáo Hòa Hảo (m. 1947)
- 1926 – Poul Anderson, tác gia người Mỹ (m. 2001)
- 1941 – Riaz Ahmed Gohar Shahi, nhà lãnh đạo tinh thần và tác giả người Pakistan
- 1952 – 
  - Imran Khan, cầu thủ cricket và chính trị gia người Pakistan
  - John Lynch, chính trị gia người Mỹ
- 1960 – John F. Kennedy, Jr., nhà báo, luật sư người Mỹ (m. 1999)
- 1962 – Sakaguchi Hironobu, nhà sản xuất và đạo diễn trò chơi điện tử người Nhật
- 1969 – Dexter Jackson, vận động viên thể hình người Mỹ
- 1971 – Christina Applegate, diễn viên và ca sĩ người Mỹ
- 1978 – Shiina Ringo, ca sĩ-người viết ca khúc, nhạc sĩ, nhà sản xuất người Nhật
- 1981 – Xabi Alonso, cầu thủ bóng dá người Tây Ban Nha
- 1985 - Thủy Tiên, nữ ca sĩ, nhạc sĩ, diễn viên, người mẫu, nhà từ thiện người Việt Nam, vợ của cầu thủ bóng đá Lê Công Vinh
- 1988 – Jay Spearing, cầu thủ bóng đá người Anh
- 2000 – Shotaro, ca sĩ người Nhật Bản, thành viên nhóm nhạc NCT

## Mất
- 1185 – Giáo hoàng Luciô III (La tinh: Lucius III) (s. 1097)
- 1784 – Châu Văn Tiếp, tướng lĩnh Việt Nam (s. 1738)
- 1819 – Alexander Tormasov, tướng lĩnh người Nga (s. 1752), mất ngày 13 tháng 11 theo lịch Julius.
- 1884 – Adolph Wilhelm Hermann Kolbe, nhà hóa học người Đức (s. 1818)
- 1925 – Vajiravudh, Quốc vương Thái Lan (s. 1881)
- 1950 – Johannes Vilhelm Jensen, tác gia người Đan Mạch, đoạt Giải Nobel Văn học (s. 1873)
- 1956 – Aleksandr Dovzhenko, đạo diễn người Ukraina tại Liên Xô (s. 1894)
- 1970 – Mishima Yukio, tác gia, nhà hoạt động, diễn viên và đạo diễn người Nhật (s. 1925)
- 1974 – U Thant, nhà ngoại giao người Myanmar, Tổng Thư ký thứ ba của Liên Hợp Quốc (s. 1909)
- 1986 – Gabdulkhay Akhatov, nhà ngôn ngữ học Liên Xô (s. 1927)
- 1992 – Phạm Văn Mùi, nhiếp ảnh gia người Việt Nam (s. 1907)
- 1997 – Hastings Banda, chính trị gia người Malawi, Tổng thống đầu tiên của Malawi (s. 1898)
- 1999 – Pierre Bézier, kỹ sư người Pháp, tạo ra đường cong Bézier và mặt phẳng Bézier (s. 1910)
- 2005 – George Best, cầu thủ bóng đá người Ireland (s. 1946)
- 2016 – Fidel Castro, Chủ tịch Hội đồng Nhà nước Cuba (s. 1926)
- 2020 – Diego Maradona, cầu thủ bóng đá người Argentina (s. 1960)

## Những ngày lễ và ngày kỷ niệm
- Ngày quốc tế loại bỏ bạo lực đối với Phụ nữ